# Saint-Agnan-le-Malherbe

Saint-Agnan-le-Malherbe este o comună în departamentul Calvados, Franța. În 1 ianuarie 2018 avea o populație de 124 de locuitori.